# Eva-Katrin Hermann
Eva-Katrin Hermann (* 26. Juni 1979 in Bad Nauheim, Hessen) ist eine deutsche Schauspielerin, Autorin, Regisseurin und Fotografin unter dem Namen Mena Zoo.

## Leben
Eva-Katrin Hermann wirkte in diversen Film und TV-Produktionen mit. So spielte sie 2010 in der Schwarzen Komödie Snowman’s Land Sibylle, die weibliche Hauptrolle.
Als Autorin war sie 2007 an der Aufführung des Theaterstücks Nathan nach Motiven von Gotthold Ephraim Lessings Schauspiel Nathan der Weise am Theater Hof/19 in Oldenburg beteiligt; sie schuf die Bearbeitung des Theaterstücks. Das Stück wurde für den Theaterpreis der Niedersächsischen Lottostiftung nominiert.

## Filmografie (Auswahl)
- 2003: Marienhof als ‚Alexa‘[6] und ‚Tatjana Hofer‘[7]
- 2003: Crazy Race (TV) als ‚Paula‘
- 2004: Meine Frau, meine Freunde
- 2005: Sturm der Liebe
- 2006: Das Beste an Deutschland
- 2007: Marilyn Reloaded als ‚Marilyn‘ (Hauptrolle)
- 2008: Das Wunder von Loch Ness (TV) als ‚Flugbegleiterin Schottland‘
- 2008: Mein Gott, Anna! (TV) als ‚Katholische Schwester‘
- 2008: Die Jahrhundertlawine (TV) als ‚Lisa‘
- 2009–2010: Kanal fatal (diverse Rollen)
- 2010: Snowman’s Land (Kino) als ‚Sibylle Berger‘